# Ябланіца (комуна)
Ябланіца (рум. Iablanița) — комуна у повіті Караш-Северін в Румунії. До складу комуни входять такі села (дані про населення за 2002 рік):
- Глобу-Крайовей (845 осіб)
- Петнік (881 особа)
- Ябланіца (935 осіб) — адміністративний центр комуни

Комуна розташована на відстані 304 км на захід від Бухареста, 51 км на південний схід від Решиці, 123 км на південний схід від Тімішоари, 137 км на північний захід від Крайови.

## Населення
За даними перепису населення 2002 року у комуні проживала 2661 особа.
Національний склад населення комуни:
| Національність | Кількість осіб | Відсоток |
| -------------- | -------------- | -------- |
| румуни         | 2641           | 99,2 %   |
| цигани         | 16             | 0,6 %    |
| угорці         | 1              | < 0,1 %  |
| німці          | 1              | < 0,1 %  |
| серби          | 1              | < 0,1 %  |

Рідною мовою назвали:
| Мова       | Кількість осіб | Відсоток |
| ---------- | -------------- | -------- |
| румунська  | 2647           | 99,5 %   |
| циганська  | 9              | 0,3 %    |
| угорська   | 1              | < 0,1 %  |
| українська | 1              | < 0,1 %  |
| німецька   | 1              | < 0,1 %  |
| сербська   | 1              | < 0,1 %  |

Склад населення комуни за віросповіданням:
| Релігія        | Кількість осіб | Відсоток |
| -------------- | -------------- | -------- |
| православні    | 2411           | 90,6 %   |
| баптисти       | 235            | 8,8 %    |
| бретрени       | 7              | 0,3 %    |
| римо-католики  | 4              | 0,2 %    |
| п'ятдесятники  | 2              | 0,1 %    |
| греко-католики | 2              | 0,1 %    |